# Віскача агуаканська
Віскача агуаканська (Lagidium ahuacaense) — гризун роду Гірські віскачі. Відома тільки одна популяція, знайдена у скелястих місцях свого проживання на Серро ель Агуака на півдні Еквадору, і там може бути лише кілька десятків цих тварин. Вид перебуває під загрозою пожеж та випасання худоби, і першовідкривачі рекомендували його статус збереження оцінювати як «перебуває в критичному стані». Вперше спостерігався 2005 року. Епітет ahuacaense стосується міста ісп. Cerro el Ahuaca. Населяє гранітні гори, де скелясті стіни мають великий нахил (40–90º). Цей вид є травоїдним.

## Опис

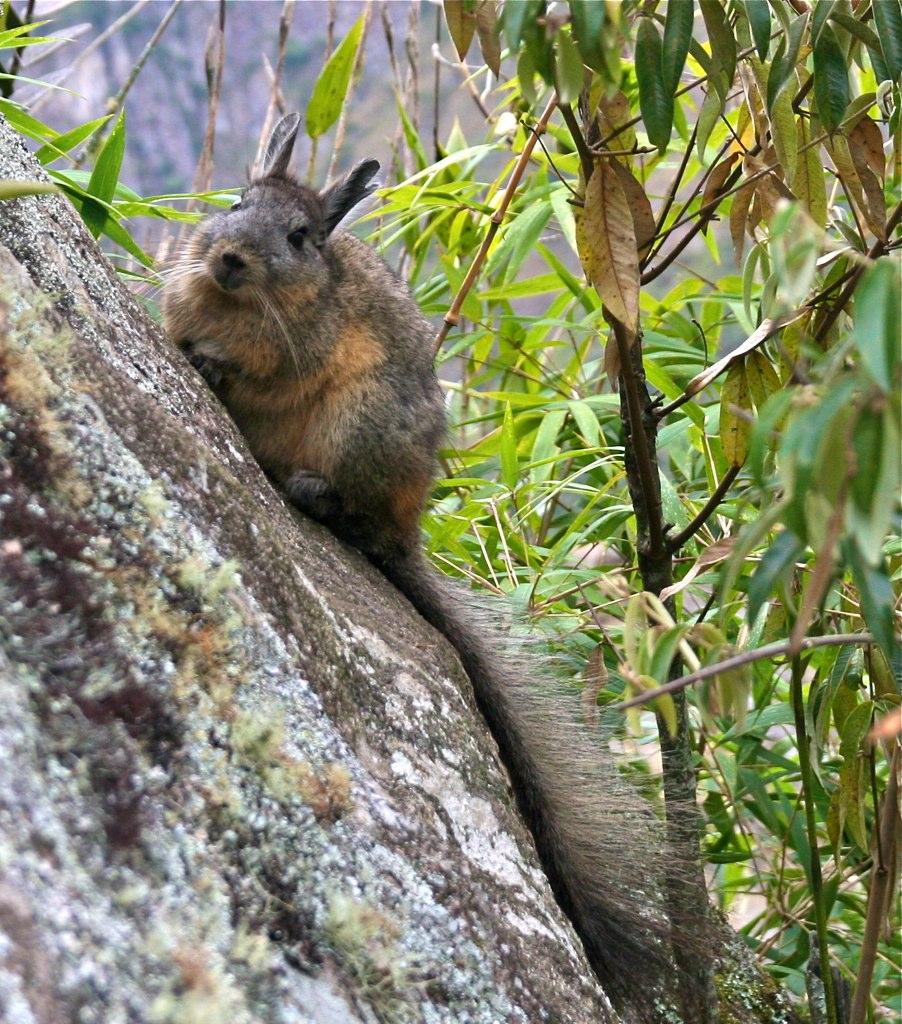
Віскача перуанська (Lagidium peruanum), вид, близький до віскачі агуаканської

Його забарвлення — сірувато-кавове на спинній області й жовтувато-сірий на черевній частині. Вуха чорнуваті з кінчиками кремового кольору. Ноги мають чорні волоски; долоні й голі підошви чорнуваті. Вібраси, як правило, чорні. Стоматологічна формула: I1/1, C0/0, P1/1, M3/3.